# Бирбили, Тина
Тина Бирбили (греч. Τίνα Μπιρμπίλη, 1969) — греческий политик, министр по делам окружающей среды, энергетики и изменений климата в правительстве Георгиоса Папандреу в 2009—2011 гг.

## Биография
Физик по образованию, Тина Бирбили получила образование в Афинском университете, за 1991—1992 годы получила степень магистра в области экологических технологий. Впоследствии училась в Имперском колледже Лондона (1992—1995). Получила научную степень PhD в 1995 году в области экологической экономии и управления.
Тина Бирбили имеет значительный опыт в разработке, координации и реализации европейских проектов в области охраны окружающей среды и устойчивого развития. Она принимала участие как представитель Греции в создании панъевропейской сети дипломатии в области окружающей среды и устойчивого развития. Считается наиболее принципиальным политиком в ПАСОК отношении вопросов охраны окружающей среды.
С 2004 года служила экспертом Государственного департамента по вопросам окружающей среды и советником по вопросам интеграции экологической политики во внешних отношениях между государствами Георгиоса Папандреу во время его пребывания в должности министра иностранных дел.
В 2009 году назначена на пост министра по делам окружающей среды, энергетики и изменений климата. Ушла в отставку вместе с кабинетом Георгиоса Папандреу.
Замужем, имеет сына.